# 納賽爾·哈利利
纳赛尔·哈利利（波斯語：‎，1945年12月18日—）是一位伊朗裔英國学者、收藏家和慈善家。 他是哈利利收藏的创始人。
哈利利出生在伊朗的一個猶太人藝術品商人家庭，1967年前往美国学习。1974年毕业于纽约城市大学皇后学院，並获得计算机科学学位。 1988年，哈利利在倫敦大學亞非學院获得伊斯兰艺术博士学位。
1970年代，哈利利就在纽约開始收藏艺术品，1980年代，他又在伦敦投资房地产。
1995年，他创立了迈蒙尼德基金会。同時哈利利又擔任联合国教科文组织亲善大使。